# Jordan Cronenweth
Jordan Cronenweth, né le 20 février 1935 à Los Angeles et mort le 29 novembre 1996  dans la même ville, est un directeur de la photographie américain.
En 2003, il a été reconnu par ses pairs comme l'un des dix directeurs de photographie les plus influents du XXe siècle.

## Biographie
Jordan Cronenweth a commencé à travailler comme assistant caméraman de Conrad L. Hall en 1961. Il a remporté le British Academy Film Award de la meilleure photographie en 1983 pour Blade Runner et a été nommé pour l'Oscar de la meilleure photographie en 1987 pour Peggy Sue s'est mariée. Il est le père de Jeff Cronenweth. Il est mort en 1996 des suites de la maladie de Parkinson qu'on lui avait diagnostiquée en 1978.
Il fut engagé comme directeur de la photographie pour le film Alien 3, mais après seulement deux semaines de tournage, des problèmes de santé l'ont contraint à céder sa place.

## Filmographie
- 1970 : Brewster McCloud, de Robert Altman
- 1972 : Play It As It Lays, de Frank Perry
- 1974 : Spéciale Première, de Billy Wilder
- 1976 : Gable and Lombard, de Sidney J. Furie
- 1977 : Légitime Violence, de John Flynn
- 1980 : Au-delà du réel, de Ken Russell
- 1981 : Cutter's Way, d'Ivan Passer
- 1982 : Blade Runner, de Ridley Scott
- 1982 : Best Friends, de Norman Jewison
- 1984 : Stop Making Sense, de Jonathan Demme
- 1986 : Peggy Sue s'est mariée, de Francis Ford Coppola
- 1987 : Jardins de pierre, de Francis Ford Coppola
- 1988 : U2: Rattle and Hum (partie en couleurs), de Phil Joanou
- 1990 : Les Anges de la nuit, de Phil Joanou
- 1992 : Sang chaud pour meurtre de sang-froid, de Phil Joanou
- 1992 : Alien 3 de David Fincher (remplacé par Alex Thomson en cours de tournage)